# 스포츠 매거진
《스포츠 매거진》은 매주 월요일 밤 12시 30분에 MBC TV에서 방송되는 스포츠 전문 텔레비전 프로그램이다.

## 기획 의도
다양한 소식을 전하는 스포츠 전문 매거진 텔레비전 프로그램이다.

## 방송 시간
| 방송 채널 | 방송 기간                           | 방송 시간                                | 방송 분량  |
| --------- | ----------------------------------- | ---------------------------------------- | ---------- |
| MBC TV    | 2002년 11월 2일                     | 매주 토요일 새벽 1시 30분 ~ 2시 30분     | 1시간      |
| MBC TV    | 2003년 2월 15일                     | 매주 토요일 새벽 1시 30분 ~ 2시 30분     | 1시간      |
| MBC TV    | 2003년 7월 26일                     | 매주 토요일 새벽 1시 30분 ~ 2시 30분     | 1시간      |
| MBC TV    | 2003년 11월 1일                     | 매주 토요일 새벽 1시 30분 ~ 2시 30분     | 1시간      |
| MBC TV    | 2014년 10월 25일                    | 매주 토요일 새벽 1시 30분 ~ 2시 30분     | 1시간      |
| MBC TV    | 2014년 12월 27일 ~ 2015년 1월 10일  | 매주 토요일 새벽 1시 30분 ~ 2시 30분     | 1시간      |
| MBC TV    | 2002년 11월 9일                     | 매주 토요일 새벽 1시 35분 ~ 2시 35분     | 1시간      |
| MBC TV    | 2003년 8월 2일                      | 매주 토요일 새벽 1시 35분 ~ 2시 35분     | 1시간      |
| MBC TV    | 2003년 10월 11일                    | 매주 토요일 새벽 1시 35분 ~ 2시 35분     | 1시간      |
| MBC TV    | 2014년 7월 19일 ~ 2014년 9월 6일    | 매주 토요일 새벽 1시 35분 ~ 2시 35분     | 1시간      |
| MBC TV    | 2014년 11월 1일 ~ 2014년 12월 20일  | 매주 토요일 새벽 1시 35분 ~ 2시 35분     | 1시간      |
| MBC TV    | 2015년 1월 17일 ~ 2015년 3월 28일   | 매주 토요일 새벽 1시 35분 ~ 2시 35분     | 1시간      |
| MBC TV    | 2015년 4월 11일 ~ 2015년 4월 25일   | 매주 토요일 새벽 1시 35분 ~ 2시 35분     | 1시간      |
| MBC TV    | 2015년 5월 16일 ~ 2016년 2월 27일   | 매주 토요일 새벽 1시 35분 ~ 2시 35분     | 1시간      |
| MBC TV    | 2017년 6월 24일                     | 매주 토요일 새벽 1시 35분 ~ 2시 35분     | 1시간      |
| MBC TV    | 2002년 11월 16일                    | 매주 토요일 새벽 1시 15분 ~ 2시 15분     | 1시간      |
| MBC TV    | 2003년 3월 1일                      | 매주 토요일 새벽 1시 15분 ~ 2시 15분     | 1시간      |
| MBC TV    | 2015년 5월 9일                      | 매주 토요일 새벽 1시 15분 ~ 2시 15분     | 1시간      |
| MBC TV    | 2002년 11월 23일 ~ 2002년 11월 30일 | 매주 토요일 새벽 1시 10분 ~ 2시 10분     | 1시간      |
| MBC TV    | 2002년 12월 21일                    | 매주 토요일 새벽 1시 10분 ~ 2시 10분     | 1시간      |
| MBC TV    | 2003년 2월 22일                     | 매주 토요일 새벽 1시 10분 ~ 2시 10분     | 1시간      |
| MBC TV    | 2003년 4월 12일                     | 매주 토요일 새벽 1시 10분 ~ 2시 10분     | 1시간      |
| MBC TV    | 2002년 12월 7일                     | 매주 토요일 새벽 1시 40분 ~ 2시 40분     | 1시간      |
| MBC TV    | 2003년 2월 8일                      | 매주 토요일 새벽 1시 40분 ~ 2시 40분     | 1시간      |
| MBC TV    | 2003년 4월 5일                      | 매주 토요일 새벽 1시 40분 ~ 2시 40분     | 1시간      |
| MBC TV    | 2003년 4월 19일                     | 매주 토요일 새벽 1시 40분 ~ 2시 40분     | 1시간      |
| MBC TV    | 2003년 6월 7일 ~ 2003년 6월 14일    | 매주 토요일 새벽 1시 40분 ~ 2시 40분     | 1시간      |
| MBC TV    | 2003년 7월 19일                     | 매주 토요일 새벽 1시 40분 ~ 2시 40분     | 1시간      |
| MBC TV    | 2003년 8월 9일                      | 매주 토요일 새벽 1시 40분 ~ 2시 40분     | 1시간      |
| MBC TV    | 2002년 12월 28일                    | 매주 토요일 새벽 1시 ~ 2시               | 1시간      |
| MBC TV    | 2003년 1월 11일                     | 매주 토요일 새벽 1시 ~ 2시               | 1시간      |
| MBC TV    | 2003년 1월 25일                     | 매주 토요일 새벽 1시 ~ 2시               | 1시간      |
| MBC TV    | 2003년 4월 26일                     | 매주 토요일 새벽 1시 ~ 2시               | 1시간      |
| MBC TV    | 2003년 5월 24일                     | 매주 토요일 새벽 1시 ~ 2시               | 1시간      |
| MBC TV    | 2003년 7월 5일                      | 매주 토요일 새벽 1시 ~ 2시               | 1시간      |
| MBC TV    | 2003년 9월 27일                     | 매주 토요일 새벽 1시 ~ 2시               | 1시간      |
| MBC TV    | 2018년 5월 19일                     | 매주 토요일 새벽 1시 ~ 2시               | 1시간      |
| MBC TV    | 2021년 1월 9일                      | 매주 토요일 새벽 1시 ~ 2시               | 1시간      |
| MBC TV    | 2003년 1월 18일                     | 매주 토요일 밤 12시 55분 ~ 새벽 1시 55분 | 1시간      |
| MBC TV    | 2003년 6월 28일                     | 매주 토요일 밤 12시 55분 ~ 새벽 1시 55분 | 1시간      |
| MBC TV    | 2017년 7월 15일                     | 매주 토요일 밤 12시 55분 ~ 새벽 1시 55분 | 1시간      |
| MBC TV    | 2020년 5월 16일                     | 매주 토요일 밤 12시 55분 ~ 새벽 1시 55분 | 1시간      |
| MBC TV    | 2020년 6월 13일 ~ 2020년 6월 20일   | 매주 토요일 밤 12시 55분 ~ 새벽 1시 55분 | 1시간      |
| MBC TV    | 2020년 7월 18일 ~ 2020년 7월 25일   | 매주 토요일 밤 12시 55분 ~ 새벽 1시 55분 | 1시간      |
| MBC TV    | 2020년 8월 15일 ~ 2020년 12월 12일  | 매주 토요일 밤 12시 55분 ~ 새벽 1시 55분 | 1시간      |
| MBC TV    | 2021년 1월 16일 ~ 2021년 2월 6일    | 매주 토요일 밤 12시 55분 ~ 새벽 1시 55분 | 1시간      |
| MBC TV    | 2003년 3월 8일                      | 매주 토요일 새벽 1시 10분 ~ 2시 5분      | 55분       |
| MBC TV    | 2003년 3월 15일                     | 매주 토요일 새벽 1시 20분 ~ 2시 20분     | 1시간      |
| MBC TV    | 2003년 3월 29일                     | 매주 토요일 새벽 1시 20분 ~ 2시 20분     | 1시간      |
| MBC TV    | 2003년 6월 21일                     | 매주 토요일 새벽 1시 20분 ~ 2시 20분     | 1시간      |
| MBC TV    | 2003년 9월 6일                      | 매주 토요일 새벽 1시 20분 ~ 2시 20분     | 1시간      |
| MBC TV    | 2003년 10월 25일                    | 매주 토요일 새벽 1시 20분 ~ 2시 20분     | 1시간      |
| MBC TV    | 2003년 3월 22일                     | 매주 토요일 새벽 1시 40분 ~ 2시 30분     | 50분       |
| MBC TV    | 2003년 5월 3일                      | 매주 토요일 새벽 1시 ~ 2시 20분          | 1시간 20분 |
| MBC TV    | 2003년 5월 10일                     | 매주 토요일 새벽 1시 15분 ~ 2시 15분     | 1시간      |
| MBC TV    | 2003년 7월 12일                     | 매주 토요일 새벽 1시 25분 ~ 2시 25분     | 1시간      |
| MBC TV    | 2003년 8월 16일                     | 매주 토요일 새벽 1시 10분 ~ 2시 10분     | 1시간      |
| MBC TV    | 2019년 10월 19일                    | 매주 토요일 새벽 1시 10분 ~ 2시 10분     | 1시간      |
| MBC TV    | 2019년 11월 2일 ~ 2019년 11월 9일   | 매주 토요일 새벽 1시 10분 ~ 2시 10분     | 1시간      |
| MBC TV    | 2003년 9월 20일                     | 매주 토요일 새벽 1시 5분 ~ 2시 5분       | 1시간      |
| MBC TV    | 2003년 10월 18일                    | 매주 토요일 새벽 1시 5분 ~ 2시 5분       | 1시간      |
| MBC TV    | 2017년 7월 22일                     | 매주 토요일 새벽 1시 5분 ~ 2시 5분       | 1시간      |
| MBC TV    | 2018년 5월 26일                     | 매주 토요일 새벽 1시 5분 ~ 2시 5분       | 1시간      |
| MBC TV    | 2019년 10월 26일                    | 매주 토요일 새벽 1시 5분 ~ 2시 5분       | 1시간      |
| MBC TV    | 2019년 11월 16일 ~ 2019년 12월 14일 | 매주 토요일 새벽 1시 5분 ~ 2시 5분       | 1시간      |
| MBC TV    | 2020년 12월 26일 ~ 2021년 1월 2일   | 매주 토요일 새벽 1시 5분 ~ 2시 5분       | 1시간      |
| MBC TV    | 2003년 11월 8일                     | 매주 토요일 새벽 1시 ~ 1시 30분          | 30분       |
| MBC TV    | 2003년 11월 15일                    | 매주 토요일 새벽 1시 10분 ~ 1시 40분     | 30분       |
| MBC TV    | 2003년 12월 20일                    | 매주 토요일 새벽 1시 10분 ~ 1시 40분     | 30분       |
| MBC TV    | 2004년 2월 28일                     | 매주 토요일 새벽 1시 10분 ~ 1시 40분     | 30분       |
| MBC TV    | 2004년 5월 1일                      | 매주 토요일 새벽 1시 10분 ~ 1시 40분     | 30분       |
| MBC TV    | 2004년 10월 23일                    | 매주 토요일 새벽 1시 10분 ~ 1시 40분     | 30분       |
| MBC TV    | 2003년 11월 22일                    | 매주 토요일 새벽 1시 20분 ~ 1시 50분     | 30분       |
| MBC TV    | 2004년 2월 14일                     | 매주 토요일 새벽 1시 20분 ~ 1시 50분     | 30분       |
| MBC TV    | 2004년 7월 31일                     | 매주 토요일 새벽 1시 20분 ~ 1시 50분     | 30분       |
| MBC TV    | 2004년 9월 18일                     | 매주 토요일 새벽 1시 20분 ~ 1시 50분     | 30분       |
| MBC TV    | 2004년 10월 30일                    | 매주 토요일 새벽 1시 20분 ~ 1시 50분     | 30분       |
| MBC TV    | 2003년 12월 27일                    | 매주 토요일 새벽 1시 30분 ~ 2시          | 30분       |
| MBC TV    | 2004년 4월 24일                     | 매주 토요일 새벽 1시 30분 ~ 2시          | 30분       |
| MBC TV    | 2004년 6월 19일                     | 매주 토요일 새벽 1시 30분 ~ 2시          | 30분       |
| MBC TV    | 2004년 7월 3일                      | 매주 토요일 새벽 1시 30분 ~ 2시          | 30분       |
| MBC TV    | 2004년 7월 24일                     | 매주 토요일 새벽 1시 30분 ~ 2시          | 30분       |
| MBC TV    | 2005년 2월 5일 ~ 2005년 4월 16일    | 매주 토요일 새벽 1시 30분 ~ 2시          | 30분       |
| MBC TV    | 2004년 1월 3일 ~ 2004년 1월 10일    | 매주 토요일 새벽 2시 ~ 2시 30분          | 30분       |
| MBC TV    | 2004년 2월 7일                      | 매주 토요일 새벽 1시 ~ 1시 30분          | 30분       |
| MBC TV    | 2004년 4월 17일                     | 매주 토요일 새벽 1시 ~ 1시 30분          | 30분       |
| MBC TV    | 2004년 2월 21일                     | 매주 토요일 새벽 1시 5분 ~ 1시 35분      | 30분       |
| MBC TV    | 2004년 4월 10일                     | 매주 토요일 새벽 1시 5분 ~ 1시 35분      | 30분       |
| MBC TV    | 2004년 3월 13일                     | 매주 토요일 새벽 1시 25분 ~ 1시 55분     | 30분       |
| MBC TV    | 2004년 7월 17일                     | 매주 토요일 새벽 1시 25분 ~ 1시 55분     | 30분       |
| MBC TV    | 2004년 11월 6일                     | 매주 토요일 새벽 1시 25분 ~ 1시 55분     | 30분       |
| MBC TV    | 2004년 3월 27일                     | 매주 토요일 새벽 2시 10분 ~ 2시 40분     | 30분       |
| MBC TV    | 2004년 10월 2일                     | 매주 토요일 새벽 2시 10분 ~ 2시 40분     | 30분       |
| MBC TV    | 2004년 12월 18일                    | 매주 토요일 새벽 2시 10분 ~ 2시 40분     | 30분       |
| MBC TV    | 2005년 1월 15일                     | 매주 토요일 새벽 2시 10분 ~ 2시 40분     | 30분       |
| MBC TV    | 2004년 4월 3일                      | 매주 토요일 새벽 1시 50분 ~ 2시 50분     | 30분       |
| MBC TV    | 2004년 12월 11일                    | 매주 토요일 새벽 1시 50분 ~ 2시 50분     | 30분       |
| MBC TV    | 2004년 5월 8일                      | 매주 토요일 새벽 2시 20분 ~ 2시 50분     | 30분       |
| MBC TV    | 2004년 5월 22일                     | 매주 토요일 새벽 1시 40분 ~ 2시 10분     | 30분       |
| MBC TV    | 2004년 5월 29일                     | 매주 토요일 새벽 2시 30분 ~ 3시          | 30분       |
| MBC TV    | 2004년 6월 5일                      | 매주 토요일 새벽 1시 45분 ~ 2시 15분     | 30분       |
| MBC TV    | 2004년 11월 20일                    | 매주 토요일 새벽 1시 45분 ~ 2시 15분     | 30분       |
| MBC TV    | 2004년 12월 4일                     | 매주 토요일 새벽 1시 45분 ~ 2시 15분     | 30분       |
| MBC TV    | 2004년 6월 12일                     | 매주 토요일 새벽 2시 15분 ~ 2시 45분     | 30분       |
| MBC TV    | 2004년 6월 26일                     | 매주 토요일 새벽 1시 55분 ~ 2시 25분     | 30분       |
| MBC TV    | 2004년 7월 10일                     | 매주 토요일 새벽 1시 55분 ~ 2시 25분     | 30분       |
| MBC TV    | 2005년 1월 22일                     | 매주 토요일 새벽 1시 55분 ~ 2시 25분     | 30분       |
| MBC TV    | 2004년 9월 11일                     | 매주 토요일 새벽 1시 20분 ~ 1시 50분     | 30분       |
| MBC TV    | 2004년 10월 16일                    | 매주 토요일 새벽 1시 20분 ~ 1시 50분     | 30분       |
| MBC TV    | 2005년 1월 8일                      | 매주 토요일 새벽 1시 35분 ~ 2시 5분      | 30분       |
| MBC TV    | 2005년 1월 29일                     | 매주 토요일 새벽 1시 40분 ~ 2시 10분     | 30분       |
| MBC TV    | 2005년 4월 28일 ~ 2005년 5월 19일   | 매주 목요일 밤 12시 55분 ~ 새벽 1시 50분 | 55분       |
| MBC TV    | 2005년 6월 2일 ~ 2005년 7월 14일    | 매주 목요일 밤 12시 55분 ~ 새벽 1시 50분 | 55분       |
| MBC TV    | 2005년 8월 11일 ~ 2005년 9월 1일    | 매주 목요일 밤 12시 55분 ~ 새벽 1시 50분 | 55분       |
| MBC TV    | 2005년 9월 22일 ~ 2005년 10월 20일  | 매주 목요일 밤 12시 55분 ~ 새벽 1시 50분 | 55분       |
| MBC TV    | 2005년 5월 26일                     | 매주 목요일 새벽 1시 10분 ~ 2시 10분     | 1시간      |
| MBC TV    | 2005년 7월 21일 ~ 2005년 7월 28일   | 매주 목요일 새벽 1시 5분 ~ 2시           | 55분       |
| MBC TV    | 2005년 8월 4일                      | 매주 목요일 새벽 1시 ~ 1시 55분          | 55분       |
| MBC TV    | 2005년 9월 15일                     | 매주 목요일 새벽 1시 15분 ~ 2시 10분     | 55분       |
| MBC TV    | 2005년 10월 30일 ~ 2005년 11월 13일 | 매주 일요일 새벽 1시 10분 ~ 2시          | 50분       |
| MBC TV    | 2006년 3월 26일                     | 매주 일요일 새벽 1시 10분 ~ 2시          | 50분       |
| MBC TV    | 2005년 11월 20일 ~ 2005년 11월 27일 | 매주 일요일 새벽 1시 15분 ~ 2시 5분      | 50분       |
| MBC TV    | 2005년 12월 4일 ~ 2005년 12월 18일  | 매주 일요일 새벽 1시 15분 ~ 2시 5분      | 50분       |
| MBC TV    | 2006년 1월 15일 ~ 2006년 3월 5일    | 매주 일요일 새벽 1시 15분 ~ 2시 5분      | 50분       |
| MBC TV    | 2006년 4월 2일 ~ 2006년 4월 23일    | 매주 일요일 새벽 1시 15분 ~ 2시 5분      | 50분       |
| MBC TV    | 2006년 9월 3일 ~ 2006년 9월 24일    | 매주 일요일 새벽 1시 15분 ~ 2시 5분      | 50분       |
| MBC TV    | 2006년 10월 22일                    | 매주 일요일 새벽 1시 15분 ~ 2시 5분      | 50분       |
| MBC TV    | 2006년 11월 5일 ~ 2006년 11월 26일  | 매주 일요일 새벽 1시 15분 ~ 2시 5분      | 50분       |
| MBC TV    | 2005년 11월 27일                    | 매주 일요일 새벽 1시 25분 ~ 2시 15분     | 50분       |
| MBC TV    | 2006년 1월 8일                      | 매주 일요일 새벽 1시 25분 ~ 2시 15분     | 50분       |
| MBC TV    | 2007년 1월 7일                      | 매주 일요일 새벽 1시 25분 ~ 2시 15분     | 50분       |
| MBC TV    | 2007년 2월 4일 ~ 2007년 2월 11일    | 매주 일요일 새벽 1시 25분 ~ 2시 15분     | 50분       |
| MBC TV    | 2007년 4월 15일 ~ 2007년 5월 13일   | 매주 일요일 새벽 1시 25분 ~ 2시 15분     | 50분       |
| MBC TV    | 2005년 12월 25일                    | 매주 일요일 새벽 1시 ~ 1시 50분          | 50분       |
| MBC TV    | 2006년 3월 12일                     | 매주 일요일 새벽 1시 20분 ~ 2시 10분     | 50분       |
| MBC TV    | 2006년 10월 15일                    | 매주 일요일 새벽 1시 20분 ~ 2시 10분     | 50분       |
| MBC TV    | 2006년 10월 29일                    | 매주 일요일 새벽 1시 20분 ~ 2시 10분     | 50분       |
| MBC TV    | 2006년 4월 30일                     | 매주 일요일 새벽 1시 30분 ~ 2시 15분     | 45분       |
| MBC TV    | 2006년 5월 14일                     | 매주 일요일 낮 4시 40분 ~ 저녁 5시 35분  | 55분       |
| MBC TV    | 2006년 5월 21일                     | 매주 일요일 낮 4시 55분 ~ 저녁 5시 35분  | 55분       |
| MBC TV    | 2006년 5월 28일 ~ 2006년 6월 4일    | 매주 일요일 낮 4시 40분 ~ 저녁 5시 35분  | 55분       |
| MBC TV    | 2006년 8월 6일 ~ 2006년 9월 24일    | 매주 일요일 새벽 1시 15분 ~ 2시 5분      | 55분       |
| MBC TV    | 2006년 10월 1일                     | 매주 일요일 새벽 1시 40분 ~ 2시 35분     | 55분       |
| MBC TV    | 2006년 10월 15일                    | 매주 일요일 새벽 1시 20분 ~ 2시 15분     | 55분       |
| MBC TV    | 2006년 10월 29일                    | 매주 일요일 새벽 1시 20분 ~ 2시 15분     | 55분       |
| MBC TV    | 2007년 1월 14일 ~ 2007년 1월 28일   | 매주 일요일 새벽 1시 30분 ~ 2시 25분     | 55분       |
| MBC TV    | 2007년 3월 4일 ~ 2007년 4월 8일     | 매주 일요일 새벽 1시 30분 ~ 2시 25분     | 55분       |
| MBC TV    | 2007년 2월 25일                     | 매주 일요일 새벽 1시 40분 ~ 2시 35분     | 55분       |
| MBC TV    | 2007년 5월 20일                     | 매주 일요일 새벽 1시 35분 ~ 2시 30분     | 55분       |
| MBC TV    | 2007년 5월 26일                     | 매주 토요일 새벽 1시 25분 ~ 2시 15분     | 50분       |
| MBC TV    | 2007년 6월 9일 ~ 2007년 6월 16일    | 매주 토요일 새벽 1시 25분 ~ 2시 15분     | 50분       |
| MBC TV    | 2007년 7월 7일 ~ 2007년 7월 14일    | 매주 토요일 새벽 1시 25분 ~ 2시 15분     | 50분       |
| MBC TV    | 2007년 8월 4일                      | 매주 토요일 새벽 1시 25분 ~ 2시 15분     | 50분       |
| MBC TV    | 2007년 8월 18일                     | 매주 토요일 새벽 1시 25분 ~ 2시 15분     | 50분       |
| MBC TV    | 2007년 6월 2일                      | 매주 토요일 새벽 1시 30분 ~ 2시 20분     | 50분       |
| MBC TV    | 2007년 6월 30일                     | 매주 토요일 새벽 1시 35분 ~ 2시 25분     | 50분       |
| MBC TV    | 2007년 7월 21일                     | 매주 토요일 새벽 1시 40분 ~ 2시 30분     | 50분       |
| MBC TV    | 2007년 8월 11일                     | 매주 토요일 새벽 1시 40분 ~ 2시 30분     | 50분       |
| MBC TV    | 2007년 9월 15일                     | 매주 토요일 새벽 1시 40분 ~ 2시 30분     | 50분       |
| MBC TV    | 2007년 9월 30일 ~ 2008년 5월 11일   | 매주 일요일 밤 12시 50분 ~ 1시 40분      | 50분       |
| MBC TV    | 2008년 5월 18일                     | 매주 일요일 새벽 1시 ~ 1시 50분          | 50분       |
| MBC TV    | 2008년 5월 25일                     | 매주 일요일 새벽 1시 ~ 1시 40분          | 40분       |
| MBC TV    | 2008년 5월 31일 ~ 2009년 4월 25일   | 매주 토요일 밤 12시 55분 ~ 1시 45분      | 50분       |
| MBC TV    | 2009년 8월 22일 ~ 2009년 8월 29일   | 매주 토요일 밤 12시 55분 ~ 1시 45분      | 50분       |
| MBC TV    | 2021년 2월 20일 ~ 2021년 3월 20일   | 매주 토요일 밤 12시 55분 ~ 1시 45분      | 50분       |
| MBC TV    | 2009년 5월 9일 ~ 2009년 6월 27일    | 매주 토요일 새벽 1시 ~ 1시 40분          | 40분       |
| MBC TV    | 2009년 7월 11일 ~ 2009년 8월 8일    | 매주 토요일 새벽 1시 ~ 1시 40분          | 40분       |
| MBC TV    | 2009년 7월 4일                      | 매주 토요일 새벽 1시 30분 ~ 2시 10분     | 40분       |
| MBC TV    | 2009년 9월 5일 ~ 2009년 12월 19일   | 매주 토요일 밤 12시 50분 ~ 1시 40분      | 50분       |
| MBC TV    | 2010년 1월 23일 ~ 2010년 1월 30일   | 매주 토요일 밤 12시 50분 ~ 1시 40분      | 50분       |
| MBC TV    | 2010년 2월 20일                     | 매주 토요일 밤 12시 50분 ~ 1시 40분      | 50분       |
| MBC TV    | 2010년 3월 20일                     | 매주 토요일 밤 12시 50분 ~ 1시 40분      | 50분       |
| MBC TV    | 2009년 12월 26일                    | 매주 토요일 새벽 1시 35분 ~ 2시 25분     | 50분       |
| MBC TV    | 2010년 1월 9일 ~ 2010년 1월 16일    | 매주 토요일 밤 12시 55분 ~ 1시 40분      | 45분       |
| MBC TV    | 2010년 2월 6일                      | 매주 토요일 밤 12시 55분 ~ 1시 40분      | 45분       |
| MBC TV    | 2010년 3월 6일 ~ 2010년 3월 13일    | 매주 토요일 밤 12시 55분 ~ 1시 40분      | 45분       |
| MBC TV    | 2010년 3월 27일                     | 매주 토요일 밤 12시 55분 ~ 1시 40분      | 45분       |
| MBC TV    | 2010년 5월 22일 ~ 2010년 6월 26일   | 매주 토요일 밤 12시 55분 ~ 1시 40분      | 45분       |
| MBC TV    | 2010년 7월 10일 ~ 2010년 10월 30일  | 매주 토요일 밤 12시 55분 ~ 1시 40분      | 45분       |
| MBC TV    | 2010년 2월 27일                     | 매주 토요일 새벽 1시 5분 ~ 1시 50분      | 45분       |
| MBC TV    | 2010년 4월 3일                      | 매주 토요일 밤 12시 45분 ~ 새벽 1시 35분 | 50분       |
| MBC TV    | 2010년 7월 3일                      | 매주 토요일 밤 12시 45분 ~ 새벽 1시 40분 | 55분       |
| MBC TV    | 2010년 11월 6일                     | 매주 토요일 새벽 1시 25분 ~ 2시 10분     | 45분       |
| MBC TV    | 2010년 12월 4일 ~ 2011년 10월 8일   | 매주 토요일 새벽 1시 15분 ~ 2시          | 45분       |
| MBC TV    | 2011년 10월 15일 ~ 2012년 1월 28일  | 매주 토요일 새벽 1시 20분 ~ 2시 5분      | 45분       |
| MBC TV    | 2012년 2월 11일 ~ 2012년 5월 5일    | 매주 토요일 새벽 1시 20분 ~ 2시 5분      | 45분       |
| MBC TV    | 2012년 2월 4일                      | 매주 토요일 새벽 1시 10분 ~ 1시 55분     | 45분       |
| MBC TV    | 2012년 5월 12일 ~ 2012년 6월 30일   | 매주 토요일 새벽 1시 30분 ~ 2시 15분     | 45분       |
| MBC TV    | 2012년 9월 22일 ~ 2012년 10월 6일   | 매주 토요일 새벽 1시 30분 ~ 2시 15분     | 45분       |
| MBC TV    | 2012년 8월 25일                     | 매주 토요일 새벽 1시 25분 ~ 2시 10분     | 45분       |
| MBC TV    | 2012년 9월 15일                     | 매주 토요일 새벽 1시 20분 ~ 2시 5분      | 45분       |
| MBC TV    | 2012년 10월 12일                    | 매주 금요일 새벽 1시 50분 ~ 2시 50분     | 1시간      |
| MBC TV    | 2012년 10월 19일                    | 매주 금요일 새벽 1시 15분 ~ 2시 15분     | 1시간      |
| MBC TV    | 2012년 10월 26일                    | 매주 금요일 새벽 1시 35분 ~ 2시 35분     | 1시간      |
| MBC TV    | 2012년 11월 2일                     | 매주 금요일 새벽 1시 50분 ~ 2시 50분     | 1시간      |
| MBC TV    | 2012년 11월 9일 ~ 2012년 12월 21일  | 매주 금요일 밤 12시 55분 ~ 1시 55분      | 1시간      |
| MBC TV    | 2013년 1월 11일 ~ 2013년 3월 8일    | 매주 금요일 밤 12시 55분 ~ 1시 55분      | 1시간      |
| MBC TV    | 2012년 12월 28일 ~ 2013년 1월 4일   | 매주 금요일 새벽 1시 5분 ~ 2시 5분       | 1시간      |
| MBC TV    | 2013년 3월 15일                     | 매주 금요일 새벽 1시 5분 ~ 2시 5분       | 1시간      |
| MBC TV    | 2013년 3월 23일 ~ 2013년 4월 13일   | 매주 토요일 새벽 1시 20분 ~ 2시 20분     | 1시간      |
| MBC TV    | 2013년 4월 20일 ~ 2013년 10월 19일  | 매주 토요일 새벽 1시 25분 ~ 2시 25분     | 1시간      |
| MBC TV    | 2014년 4월 26일                     | 매주 토요일 새벽 1시 25분 ~ 2시 25분     | 1시간      |
| MBC TV    | 2013년 11월 2일 ~ 2014년 4월 12일   | 매주 토요일 새벽 1시 45분 ~ 2시 45분     | 1시간      |
| MBC TV    | 2014년 5월 10일                     | 매주 토요일 새벽 1시 45분 ~ 2시 45분     | 1시간      |
| MBC TV    | 2015년 5월 2일                      | 매주 토요일 새벽 1시 45분 ~ 2시 45분     | 1시간      |
| MBC TV    | 2016년 11월 5일                     | 매주 토요일 새벽 1시 45분 ~ 2시 45분     | 1시간      |
| MBC TV    | 2017년 2월 18일                     | 매주 토요일 새벽 1시 45분 ~ 2시 45분     | 1시간      |
| MBC TV    | 2014년 5월 3일                      | 매주 토요일 밤 12시 35분 ~ 1시 35분      | 1시간      |
| MBC TV    | 2014년 5월 17일 ~ 2014년 6월 7일    | 매주 토요일 밤 12시 35분 ~ 1시 35분      | 1시간      |
| MBC TV    | 2018년 5월 12일                     | 매주 토요일 밤 12시 35분 ~ 1시 35분      | 1시간      |
| MBC TV    | 2014년 10월 11일                    | 매주 토요일 새벽 1시 20분 ~ 2시 20분     | 1시간      |
| MBC TV    | 2015년 4월 4일                      | 매주 토요일 새벽 1시 20분 ~ 2시 20분     | 1시간      |
| MBC TV    | 2016년 3월 5일 ~ 2016년 4월 9일     | 매주 토요일 새벽 2시 ~ 3시               | 1시간      |
| MBC TV    | 2016년 4월 23일                     | 매주 토요일 새벽 2시 ~ 3시               | 1시간      |
| MBC TV    | 2016년 4월 16일                     | 매주 토요일 새벽 2시 5분 ~ 3시 5분       | 1시간      |
| MBC TV    | 2016년 4월 30일 ~ 2016년 9월 24일   | 매주 토요일 밤 12시 45분 ~ 1시 45분      | 1시간      |
| MBC TV    | 2016년 10월 8일                     | 매주 토요일 밤 12시 45분 ~ 1시 45분      | 1시간      |
| MBC TV    | 2017년 4월 8일 ~ 2017년 6월 17일    | 매주 토요일 밤 12시 45분 ~ 1시 45분      | 1시간      |
| MBC TV    | 2017년 7월 1일                      | 매주 토요일 밤 12시 45분 ~ 1시 45분      | 1시간      |
| MBC TV    | 2017년 8월 5일 ~ 2017년 8월 26일    | 매주 토요일 밤 12시 45분 ~ 1시 45분      | 1시간      |
| MBC TV    | 2017년 11월 25일 ~ 2017년 12월 23일 | 매주 토요일 밤 12시 45분 ~ 1시 45분      | 1시간      |
| MBC TV    | 2018년 3월 24일 ~ 2018년 4월 28일   | 매주 토요일 밤 12시 45분 ~ 1시 45분      | 1시간      |
| MBC TV    | 2018년 6월 2일 ~ 2019년 4월 13일    | 매주 토요일 밤 12시 45분 ~ 1시 45분      | 1시간      |
| MBC TV    | 2019년 5월 4일                      | 매주 토요일 밤 12시 45분 ~ 1시 45분      | 1시간      |
| MBC TV    | 2019년 6월 8일                      | 매주 토요일 밤 12시 45분 ~ 1시 45분      | 1시간      |
| MBC TV    | 2019년 9월 21일                     | 매주 토요일 밤 12시 45분 ~ 1시 45분      | 1시간      |
| MBC TV    | 2019년 12월 21일 ~ 2019년 12월 28일 | 매주 토요일 밤 12시 45분 ~ 1시 45분      | 1시간      |
| MBC TV    | 2020년 1월 11일 ~ 2020년 3월 28일   | 매주 토요일 밤 12시 45분 ~ 1시 45분      | 1시간      |
| MBC TV    | 2020년 4월 11일 ~ 2020년 5월 2일    | 매주 토요일 밤 12시 45분 ~ 1시 45분      | 1시간      |
| MBC TV    | 2020년 12월 19일                    | 매주 토요일 밤 12시 45분 ~ 1시 45분      | 1시간      |
| MBC TV    | 2016년 10월 1일                     | 매주 토요일 새벽 1시 35분 ~ 2시 45분     | 1시간 10분 |
| MBC TV    | 2016년 10월 22일 ~ 2016년 10월 29일 | 매주 토요일 새벽 1시 50분 ~ 2시 50분     | 1시간      |
| MBC TV    | 2016년 11월 12일                    | 매주 토요일 새벽 1시 40분 ~ 2시 40분     | 1시간      |
| MBC TV    | 2016년 12월 10일 ~ 2016년 12월 17일 | 매주 토요일 새벽 1시 40분 ~ 2시 40분     | 1시간      |
| MBC TV    | 2017년 1월 7일 ~ 2017년 1월 14일    | 매주 토요일 새벽 1시 40분 ~ 2시 40분     | 1시간      |
| MBC TV    | 2017년 2월 11일                     | 매주 토요일 새벽 1시 40분 ~ 2시 40분     | 1시간      |
| MBC TV    | 2016년 11월 19일 ~ 2016년 12월 3일  | 매주 토요일 새벽 1시 45분 ~ 2시 45분     | 1시간      |
| MBC TV    | 2016년 12월 17일 ~ 2016년 12월 24일 | 매주 토요일 새벽 1시 45분 ~ 2시 45분     | 1시간      |
| MBC TV    | 2017년 1월 21일                     | 매주 토요일 새벽 1시 45분 ~ 2시 45분     | 1시간      |
| MBC TV    | 2017년 4월 1일                      | 매주 토요일 새벽 1시 45분 ~ 2시 45분     | 1시간      |
| MBC TV    | 2017년 3월 18일 ~ 2017년 3월 25일   | 매주 토요일 새벽 1시 55분 ~ 2시 55분     | 1시간      |
| MBC TV    | 2017년 7월 8일                      | 매주 토요일 밤 12시 20분 ~ 새벽 1시 20분 | 1시간      |
| MBC TV    | 2017년 9월 2일                      | 매주 토요일 밤 12시 30분 ~ 새벽 1시 30분 | 1시간      |
| MBC TV    | 2019년 5월 25일                     | 매주 토요일 밤 12시 30분 ~ 새벽 1시 30분 | 1시간      |
| MBC TV    | 2018년 1월 6일 ~ 2018년 1월 27일    | 매주 토요일 밤 12시 50분 ~ 새벽 1시 50분 | 1시간      |
| MBC TV    | 2018년 5월 5일                      | 매주 토요일 밤 12시 50분 ~ 새벽 1시 50분 | 1시간      |
| MBC TV    | 2019년 4월 20일                     | 매주 토요일 밤 12시 50분 ~ 새벽 1시 50분 | 1시간      |
| MBC TV    | 2019년 5월 11일 ~ 2019년 5월 18일   | 매주 토요일 밤 12시 50분 ~ 새벽 1시 50분 | 1시간      |
| MBC TV    | 2019년 6월 1일                      | 매주 토요일 밤 12시 50분 ~ 새벽 1시 50분 | 1시간      |
| MBC TV    | 2019년 9월 7일                      | 매주 토요일 밤 12시 50분 ~ 새벽 1시 50분 | 1시간      |
| MBC TV    | 2019년 10월 5일 ~ 2019년 10월 12일  | 매주 토요일 밤 12시 50분 ~ 새벽 1시 50분 | 1시간      |
| MBC TV    | 2020년 1월 4일                      | 매주 토요일 밤 12시 50분 ~ 새벽 1시 50분 | 1시간      |
| MBC TV    | 2020년 5월 23일                     | 매주 토요일 밤 12시 50분 ~ 새벽 1시 50분 | 1시간      |
| MBC TV    | 2020년 6월 6일                      | 매주 토요일 밤 12시 50분 ~ 새벽 1시 50분 | 1시간      |
| MBC TV    | 2020년 7월 4일 ~ 2020년 7월 11일    | 매주 토요일 밤 12시 50분 ~ 새벽 1시 50분 | 1시간      |
| MBC TV    | 2020년 8월 1일                      | 매주 토요일 밤 12시 50분 ~ 새벽 1시 50분 | 1시간      |
| MBC TV    | 2020년 4월 4일                      | 매주 토요일 밤 12시 35분 ~ 새벽 1시 35분 | 1시간      |
| MBC TV    | 2020년 6월 27일                     | 매주 토요일 밤 12시 40분 ~ 새벽 1시 40분 | 1시간      |
| MBC TV    | 2021년 3월 22일                     | 매주 월요일 밤 12시 5분 ~ 12시 45분      | 40분       |
| MBC TV    | 2021년 4월 19일                     | 매주 월요일 밤 12시 5분 ~ 12시 45분      | 40분       |
| MBC TV    | 2021년 6월 21일 ~ 2021년 9월 13일   | 매주 월요일 밤 12시 5분 ~ 12시 45분      | 40분       |
| MBC TV    | 2021년 11월 1일                     | 매주 월요일 밤 12시 5분 ~ 12시 45분      | 40분       |
| MBC TV    | 2022년 10월 3일 ~ 2022년 10월 10일  | 매주 월요일 밤 12시 5분 ~ 12시 45분      | 40분       |
| MBC TV    | 2023년 6월 12일                     | 매주 월요일 밤 12시 5분 ~ 12시 45분      | 40분       |
| MBC TV    | 2021년 3월 29일                     | 매주 월요일 밤 12시 15분 ~ 12시 55분     | 40분       |
| MBC TV    | 2021년 5월 10일                     | 매주 월요일 밤 12시 15분 ~ 12시 55분     | 40분       |
| MBC TV    | 2021년 10월 4일 ~ 2021년 10월 11일  | 매주 월요일 밤 12시 15분 ~ 12시 55분     | 40분       |
| MBC TV    | 2021년 11월 22일                    | 매주 월요일 밤 12시 15분 ~ 12시 55분     | 40분       |
| MBC TV    | 2021년 6월 7일 ~ 2021년 6월 14일    | 매주 월요일 밤 12시 15분 ~ 12시 55분     | 40분       |
| MBC TV    | 2022년 5월 30일                     | 매주 월요일 밤 12시 15분 ~ 12시 55분     | 40분       |
| MBC TV    | 2022년 8월 29일                     | 매주 월요일 밤 12시 15분 ~ 12시 55분     | 40분       |
| MBC TV    | 2022년 12월 26일                    | 매주 월요일 밤 12시 15분 ~ 12시 55분     | 40분       |
| MBC TV    | 2023년 5월 29일                     | 매주 월요일 밤 12시 15분 ~ 12시 55분     | 40분       |
| MBC TV    | 2021년 4월 5일                      | 매주 월요일 밤 12시 ~ 12시 40분          | 40분       |
| MBC TV    | 2021년 12월 27일                    | 매주 월요일 밤 12시 ~ 12시 40분          | 40분       |
| MBC TV    | 2022년 4월 4일                      | 매주 월요일 밤 12시 ~ 12시 40분          | 40분       |
| MBC TV    | 2022년 4월 18일                     | 매주 월요일 밤 12시 ~ 12시 40분          | 40분       |
| MBC TV    | 2022년 5월 16일                     | 매주 월요일 밤 12시 ~ 12시 40분          | 40분       |
| MBC TV    | 2022년 6월 6일 ~ 2022년 7월 18일    | 매주 월요일 밤 12시 ~ 12시 40분          | 40분       |
| MBC TV    | 2022년 9월 19일 ~ 2022년 9월 26일   |                                          | 40분       |
| MBC TV    | 2021년 4월 12일                     | 매주 월요일 밤 12시 10분 ~ 12시 50분     | 40분       |
| MBC TV    | 2021년 4월 26일 ~ 2021년 5월 3일    | 매주 월요일 밤 12시 10분 ~ 12시 50분     | 40분       |
| MBC TV    | 2021년 5월 31일                     | 매주 월요일 밤 12시 10분 ~ 12시 50분     | 40분       |
| MBC TV    | 2021년 10월 25일                    | 매주 월요일 밤 12시 10분 ~ 12시 50분     | 40분       |
| MBC TV    | 2021년 11월 15일                    | 매주 월요일 밤 12시 10분 ~ 12시 50분     | 40분       |
| MBC TV    | 2021년 11월 29일 ~ 2021년 12월 13일 | 매주 월요일 밤 12시 10분 ~ 12시 50분     | 40분       |
| MBC TV    | 2022년 1월 10일                     | 매주 월요일 밤 12시 10분 ~ 12시 50분     | 40분       |
| MBC TV    | 2022년 1월 24일                     | 매주 월요일 밤 12시 10분 ~ 12시 50분     | 40분       |
| MBC TV    | 2022년 7월 25일                     | 매주 월요일 밤 12시 10분 ~ 12시 50분     | 40분       |
| MBC TV    | 2022년 10월 17일 ~ 2022년 11월 7일  | 매주 월요일 밤 12시 10분 ~ 12시 50분     | 40분       |
| MBC TV    | 2023년 1월 9일 ~ 2023년 3월 20일    | 매주 월요일 밤 12시 10분 ~ 12시 50분     | 40분       |
| MBC TV    | 2023년 4월 3일 ~ 2023년 5월 15일    | 매주 월요일 밤 12시 10분 ~ 12시 50분     | 40분       |
| MBC TV    | 2023년 6월 5일                      | 매주 월요일 밤 12시 10분 ~ 12시 50분     | 40분       |
| MBC TV    | 2023년 6월 26일                     | 매주 월요일 밤 12시 10분 ~ 12시 50분     | 40분       |
| MBC TV    | 2021년 5월 17일                     | 매주 월요일 밤 12시 25분 ~ 새벽 1시 5분  | 40분       |
| MBC TV    | 2021년 9월 27일                     | 매주 월요일 밤 11시 50분 ~ 12시 30분     | 40분       |
| MBC TV    | 2022년 2월 28일 ~ 2022년 3월 28일   | 매주 월요일 밤 11시 50분 ~ 12시 30분     | 40분       |
| MBC TV    | 2022년 5월 2일                      | 매주 월요일 밤 11시 50분 ~ 12시 30분     | 40분       |
| MBC TV    | 2021년 10월 18일                    | 매주 월요일 새벽 1시 20분 ~ 2시          | 40분       |
| MBC TV    | 2021년 11월 8일                     | 매주 월요일 밤 12시 30분 ~ 새벽 1시 10분 | 40분       |
| MBC TV    | 2023년 7월 10일 ~ 2023년 8월 7일    | 매주 월요일 밤 12시 30분 ~ 새벽 1시 10분 | 40분       |
| MBC TV    | 2023년 8월 21일 ~ 2025년 1월 20일   | 매주 월요일 밤 12시 30분 ~ 새벽 1시 10분 | 40분       |
| MBC TV    | 2021년 12월 20일                    | 매주 월요일 밤 12시 20분 ~ 새벽 1시      | 40분       |
| MBC TV    | 2023년 3월 27일                     | 매주 월요일 밤 12시 20분 ~ 새벽 1시      | 40분       |
| MBC TV    | 2022년 1월 3일                      | 매주 월요일 밤 12시 25분 ~ 새벽 1시 5분  | 40분       |
| MBC TV    | 2022년 1월 17일                     | 매주 월요일 밤 12시 25분 ~ 새벽 1시 5분  | 40분       |
| MBC TV    | 2023년 7월 3일                      | 매주 월요일 밤 12시 25분 ~ 새벽 1시 5분  | 40분       |
| MBC TV    | 2023년 8월 14일                     | 매주 월요일 밤 12시 25분 ~ 새벽 1시 5분  | 40분       |
| MBC TV    | 2022년 4월 11일                     | 매주 월요일 밤 11시 45분 ~ 12시 25분     | 40분       |
| MBC TV    | 2022년 4월 25일                     | 매주 월요일 밤 11시 55분 ~ 12시 35분     | 40분       |
| MBC TV    | 2022년 8월 1일                      | 매주 월요일 밤 11시 55분 ~ 12시 35분     | 40분       |
| MBC TV    | 2022년 8월 15일 ~ 2022년 8월 22일   | 매주 월요일 밤 11시 55분 ~ 12시 35분     | 40분       |
| MBC TV    | 2022년 5월 23일                     | 매주 월요일 밤 12시 50분 ~ 새벽 1시 30분 | 40분       |
| MBC TV    | 2022년 8월 8일                      | 매주 월요일 새벽 1시 20분 ~ 2시          | 40분       |
| MBC TV    | 2023년 1월 2일                      | 매주 월요일 밤 12시 35분 ~ 새벽 1시 15분 | 40분       |

## 진행자
- 이진 : 2011.3.26 ~ 2011.10.
- 이재은 : 2013- 2017.08.12, 2017.11.25 ~ 2018.6.2
- 박연경 : 2018.7.22 ~ 2021.3.13
- 차예린 : 2021.3.22 ~ 2022.8.8
- 김민호 : 2022.8.15 ~ 2024.5.27
- 엄주원 : 2024.6.3 ~ 2025.1.20
- 민훈기 : 야구 전문기자 & 해설위원
- 송재우 : MLB 해설위원
- 김형준 : MLB 전문기자 & 해설위원
- 서형욱 : 축구해설위원
- 이주헌 : 축구해설위원
- 박찬우 : 축구해설위원
- 박창현 아나운서(댓글 읽어주는 남자)

## 구성
- MLB파크 : 메이저리그의 어마어마한 스토리! 제대로 알고 즐기자! 피츠버그의 강정호, 텍사스의 추신수, LA다저스의 류현진 코리언메이저리거 소식
- 매거진M : 스포츠스타들과의 1대1 데이트! 어디서도 볼 수 없었던 스타들의 반전매력
- 매거진 하이라이트 : 한주간의 명승부 명장면을 다시한번!
- 매거진 탑플레이 : 한주간 스포츠계를 들썩였던 명장면만 선정!
- 매거진 주간베플 : 한주에 있었던 스포츠 핫 이슈를 베스트 댓글과 함께하는 시간!
- 매거진Q : 놓치면 후회할 빅매지! & 스포츠계 화제의 현장을 가다!

## 일부지역 자체방송
여수MBC - 문화콘서트 난장

## 같이 보기
- 토요 MLB 라이브 (종영) (MBC)
- 스포츠 중계석 (종영) (SBS)
- 스포츠 이야기 운동화 (종영) (KBS 1TV)
- 아이 러브 스포츠 (KBS 2TV)